# Biserica de lemn din Horlăceni

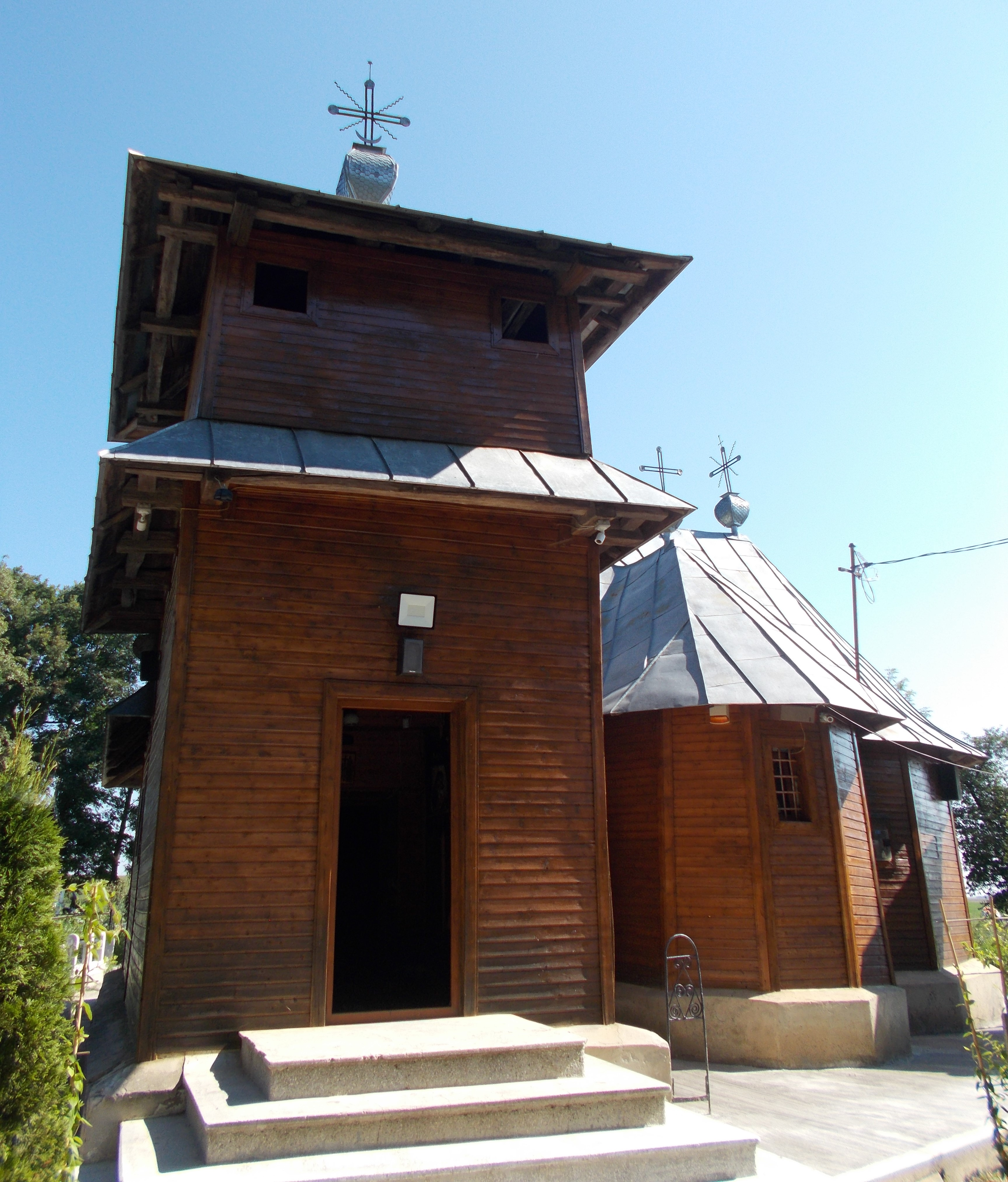
Biserica de lemn „Sf. Împărați” din Horlăceni

Biserica de lemn „Sf. Împărați” din Horlăceni se află în localitatea omonimă din județul Botoșani și a fost ctitorită în anul 1788 de Constantin Stroici, un moșier din Horlăceni. Aceasta se află pe lista monumentelor istorice sub codul LMI:  BT-II-m-B-01991.